# Universitat Carles III de Madrid
La Universitat Carles III de Madrid és una universitat pública fundada el 1989 i amb seu a Getafe. Està especialitzada en ciències socials i en carreres tècniques i destaca sobretot per la qualitat dels seus estudis relacionats amb l'empresa. El seu lema és una frase de Sèneca, Homo homini sacra res. El seu nom ve en honor del rei Carles III de Castella, famós pel seu esperit reformista.